# E-3 (航空機)
E-3 セントリー
アメリカ空軍のE-3
- 用途：警戒監視・情報収集・指揮管制
- 分類：早期警戒管制機
- 製造者：ボーイング社
- 運用者

  -  アメリカ合衆国（アメリカ空軍）
  -  フランス（フランス空軍）
  -  サウジアラビア（サウジアラビア空軍）
  -  チリ（チリ空軍）
  - NATO（共同運用、ルクセンブルク機籍）
- 初飛行：1976年5月（量産型）
- 生産数：68機
- 生産開始：1976年から1992年5月12日まで。
- 運用開始：1977年3月
- 運用状況：65機
- ユニットコスト：2億7000万ドル(1998年時点換算)[1]
- 原型機：ボーイング707

E-3はボーイング社が製造した早期警戒管制機（AWACS機）。愛称は歩哨・哨兵・見張りの意味をもつセントリー (Sentry)。初飛行は1975年。

## 開発

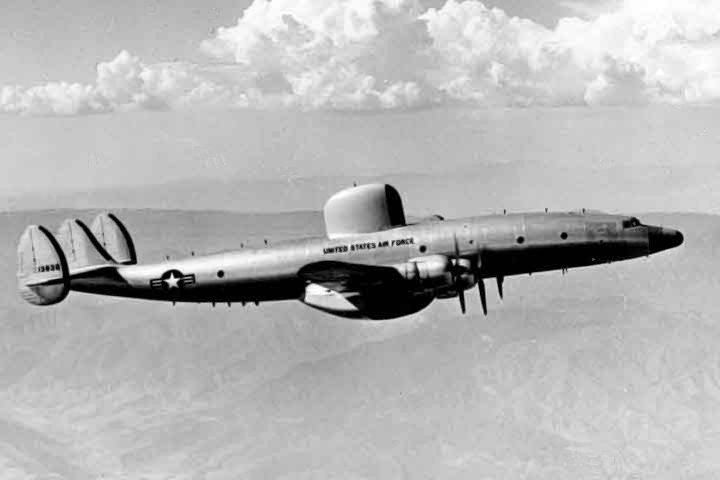
レシプロ機であったEC-121は、1950年代半ばより運用されてきた

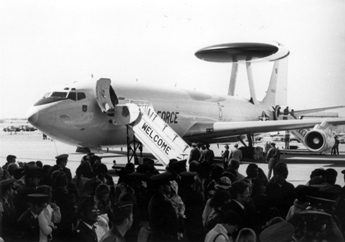
1977年にティンカー空軍基地で実施された最初のE-3の歓迎式典の様子

アメリカ軍は、大型の航空機にレーダーを搭載した空中早期警戒に高い関心を持っており、早い時期から早期警戒機を運用していた。ベトナム戦争の時期には、早期警戒を知らせる空載レーダーにはEC-121（ロッキード コンステレーションの派生型）を運用していたが、EC-121の管制能力は限定されており、指揮統制用のC-130Eの運用のほか、SAGEではデータリンクを通じて地上施設が指揮統制を行なったりしていた。技術発展に伴い、早期警戒のみならず指揮統制についても、同じ機体で行えることが求められるようになり、1963年には、EC-121の後継機の検討が開始されている。技術発展を鑑み、新型機のレーダーにはグランドクラッターの影響を受ける低空飛行機体をも探知できるルックダウン能力も求められた。開発にはボーイング社、マクドネル・ダグラス社、ロッキード社が候補となり、1966年7月にはロッキード社が外されている。1967年にはレーダーが並行して開発されることとなり、ウエスチングハウス社とヒューズ社が競争開発にあたることとなった。陸地上空におけるレーダー（Overland Radar Technology,ORT）の開発は、EC-121Qを改装し、搭載・試験を行っている。ボーイング社は当初、専用の機体開発を検討していたが、十分な性能を有していた707の改設計機を用いることとした。改設計案としては、前傾した垂直尾翼の先端に円盤状のレドームを設置、航続時間延長のため、エンジンはTF34を8基装備する案も検討されている。1970年7月にマクドネル・ダグラス社のDC-8改造案を破り、ボーイング社の707改造案が採用されている。まず、競争開発されている空載レーダーを比較するため、2機の試作機（EC-137D）を製造することとした。試作機は、量産型の要求である14時間の航続時間を必要としなかったため、搭載エンジン数は707と同じJT3D4基のままとなった。
試作機EC-137は1972年2月9日に初飛行している。3月から7月にかけて、2種のレーダーの搭載飛行試験を行っている。試験の結果、1972年11月にウエスチングハウス社製のレーダーが採用されることとなった。ヒューズ社もF-15搭載のAN/APG-63を開発するなど優秀な技術を有していたが、ウエスチングハウス社はデジタル・パルスドップラーレーダーを開発し、実用化させた。このレーダーは、クラッター処理に優れており、低空飛行物体の探知も可能であるほか、水平線越えモード（BTHモード）では長距離捜索のみならず船舶の探知も可能である。
1973年1月26日より全規模開発に移行し、前量産型3機の発注が行われた。コスト削減のため、航続性能要求が緩和されており、エンジンはJT3Dが4基のままとなった。これらの初飛行は1975年2月である。
量産型の完成は1976年。アメリカ空軍では1977年から就役している。アメリカ空軍のほかは、NATOの共同運用のほか、エンジンをゼネラル・エレクトリックとスネクマ共同開発による新世代のCFM56に換装した機体がイギリス空軍、フランス空軍、サウジアラビア空軍で使用されている。このほか、パーレビ体制下のイランが1977年にE-3を7機発注し、1981年までに配備を完了させる計画だったが、1979年のイラン革命によってパーレビ体制が崩壊したため、契約は全てキャンセルされた。
改造母機として利用しているボーイング707の生産数にはこのE-3として製造されたものも含まれており、1981年以降はアメリカ海軍向けのE-6と共に軍用型しか生産されなくなっていたが、同機は1991年をもって生産終了となった。そのため1991年にE-3導入を検討していた日本の航空自衛隊はAWACS導入に別の母機が必要になり、翌1992年ボーイング社が提案したボーイング767を採用し、E-767として4機製造された。

## 設計

### 機体

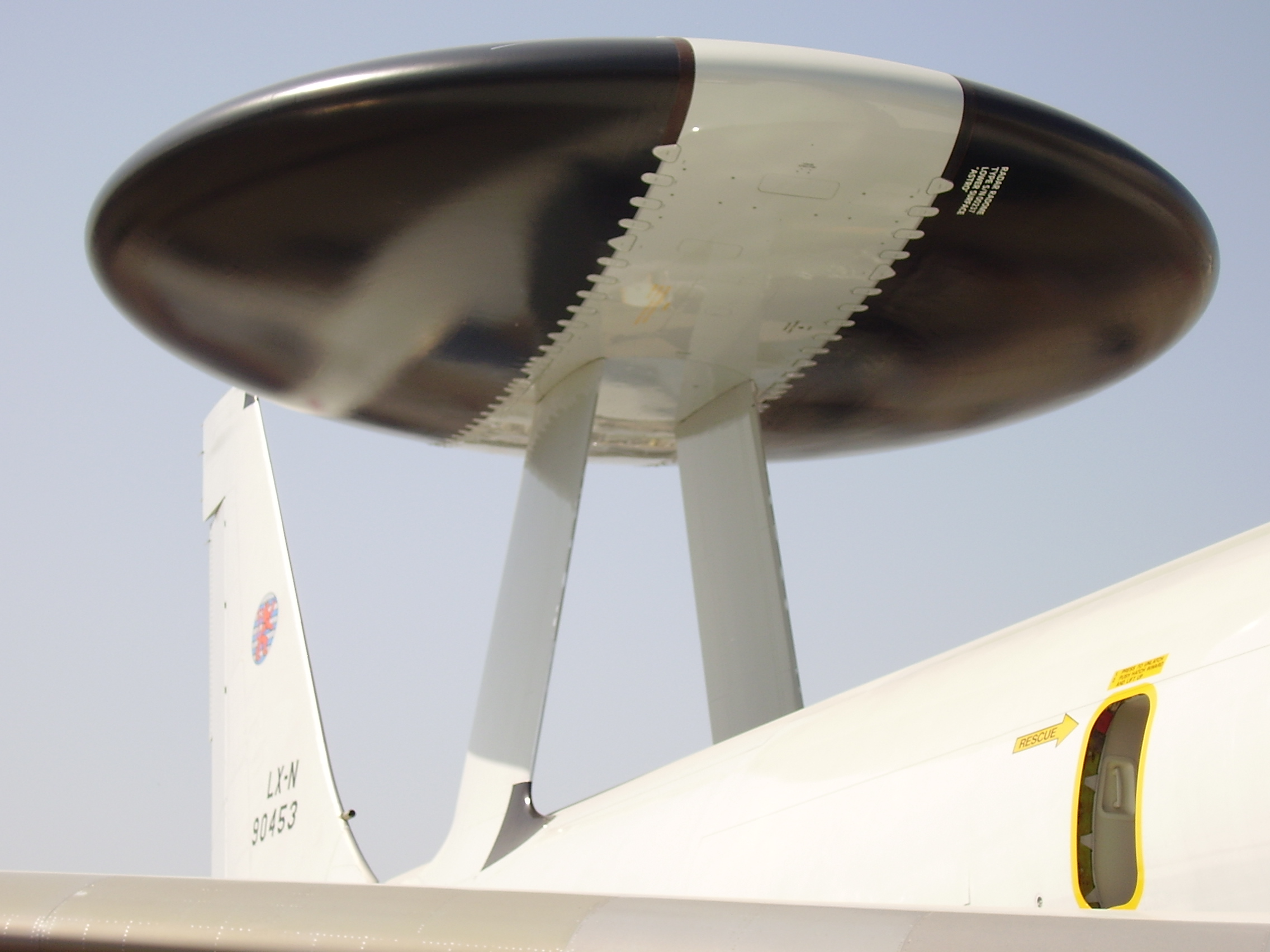
レーダードーム

機体は、ボーイング707-320Bを母体として利用している。強力な電磁波を発生させるレーダーを装備する特性上機体には窓がほとんどなく、数少ない開口部である操縦席の前面風防には対電磁波防護を施したものが使用され、機体外壁や乗降ハッチ（ドア）等も対電磁波防護の施された分厚いものになっている。その他には、空中給油装置の付加や発電機の能力向上が行われている。後部胴体の上に二本の支柱に支持された円盤状のレーダードーム（レドーム。直径9.1m、厚さ1.8m）を搭載していることが外見上の大きな特徴である。大きなレーダードームを追加しながら、特に垂直尾翼の形状変更などの飛行安定性向上策は特に取られておらず、実際に飛行特性への影響もほとんどないといわれる。支柱の高さは3.4mあり、また、空気抵抗軽減のため、離陸時にはレーダードームは前下方に6度傾けられる。
アメリカとNATOのE-3は6,400kmの距離を飛行し、無給油で最大8時間滞空できる。フランス、サウジアラビア、イギリスが購入したE-3は、CFM56-2ターボファンに換装されており、8,000kmを飛行し、約11時間滞空することができる。空中給油を実施することでさらに航続距離を延長することも可能である。機内には、休憩スペースや食事スペースが設けられており、長時間の任務時に乗務員が交代で作業を実施することができる。
コックピットは、アメリカ空軍向けは707と同じだがNATOやそのほかの国へ輸出されたE-3は計器の一部がCRTディスプレイに差し替えられている。

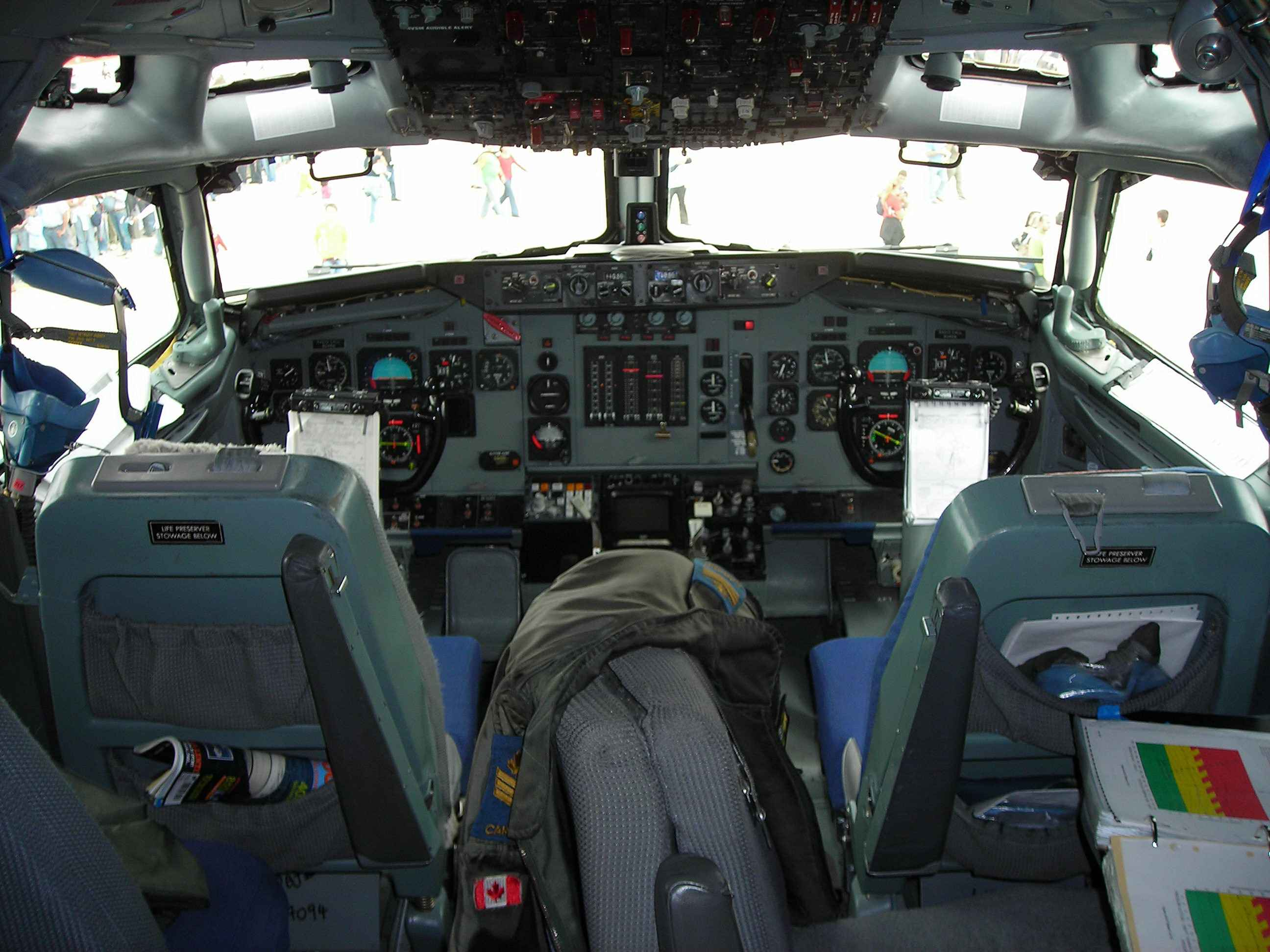
コックピット
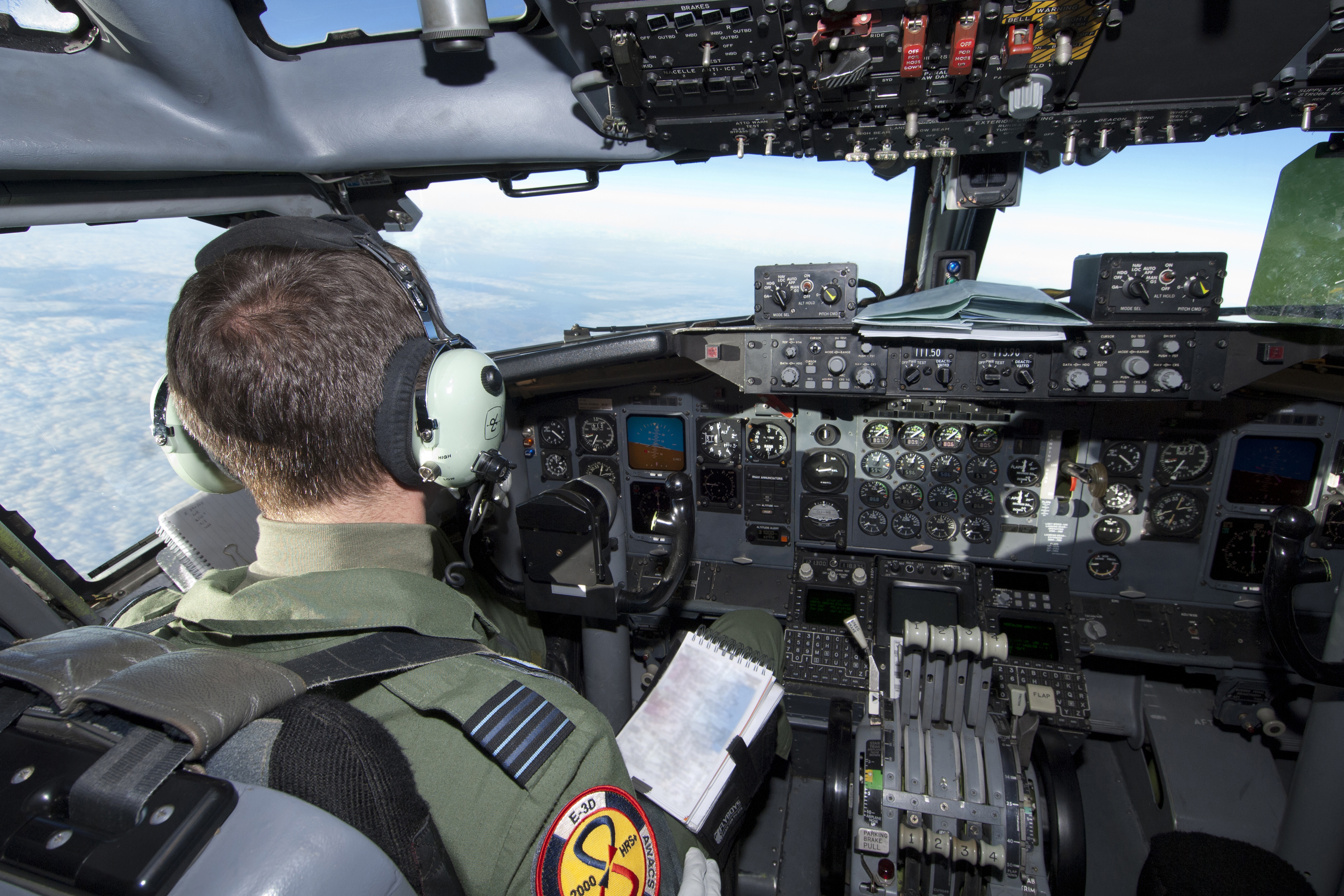
E-3Dのコックピット

### アビオニクス

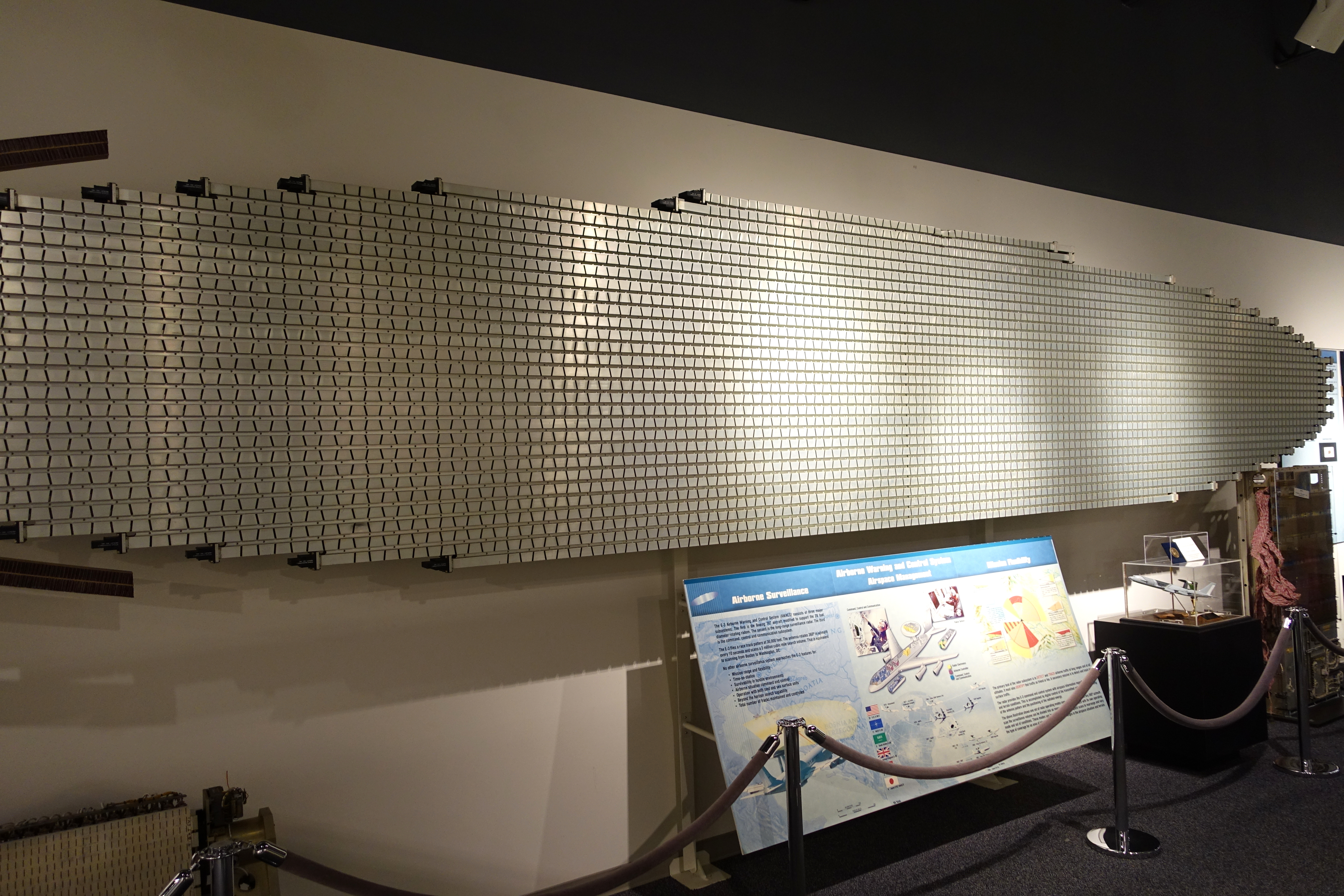
AN/APY-1のアンテナアレイ

レドームは運用時は油圧により水平方向に毎分6回転し、非運用時でもロートドームの基部にある軸受けにオイルを循環させるために毎分1/4回転している。レーダーは大量の熱を発するため冷却のためにレーダードームには機器冷却用の通風孔が設けられている。
レドームの片方に搭載されるAN/APY-1レーダーは、Sバンドを使用するパッシブフェーズドアレイレーダーであり、機体の傾きを検出して走査を自動的に補正する機能を備えている。動作モードはパルス・ドップラー非高度走査、パルス・ドップラー高度走査、水平線以遠、洋上モード、インターリーブド、パッシブモードの6種類がある。探知距離は250mi（400km）以上、低空を飛行している目標に対し200マイル（320km）で、同時に600個以上の目標を探知、200個以上の目標を追尾できる。ルックダウン時に、グランドクラッターを排除しつつ低空を飛行している目標を識別、追尾するために二次レーダーも統合されている。後に、レーダーは海上監視能力を強化したAN/APY-2となった。もう片方には、AN/APX-103敵味方識別装置が装備される。なお、IFFを補完するため、レーダー自体も非協力的目標識別（NCTR）と呼ばれるレーダー反射波を解析することで目標識別が行うモードを備えている。
レーダーが収集した情報はコンピュータ処理され、11台（メイン9台と補助2台）設けられたコンソールのビデオスクリーン上にはデータがグラフィックや表形式で表示される。オペレータは、この情報をもとに監視、識別、武器制御、戦闘管理と通信を実施する。また、これらの情報はデータリンクを通じて、味方の艦船や管制所に送信することができ、緊急時には、RC-135またはタスクフォースを経由して国家指揮権限に転送することができる。これらの電子・機械設備で発生した熱は、ブリードエア（抽出空気）によって冷却される。

## 近代化改修

### ブロック30/35

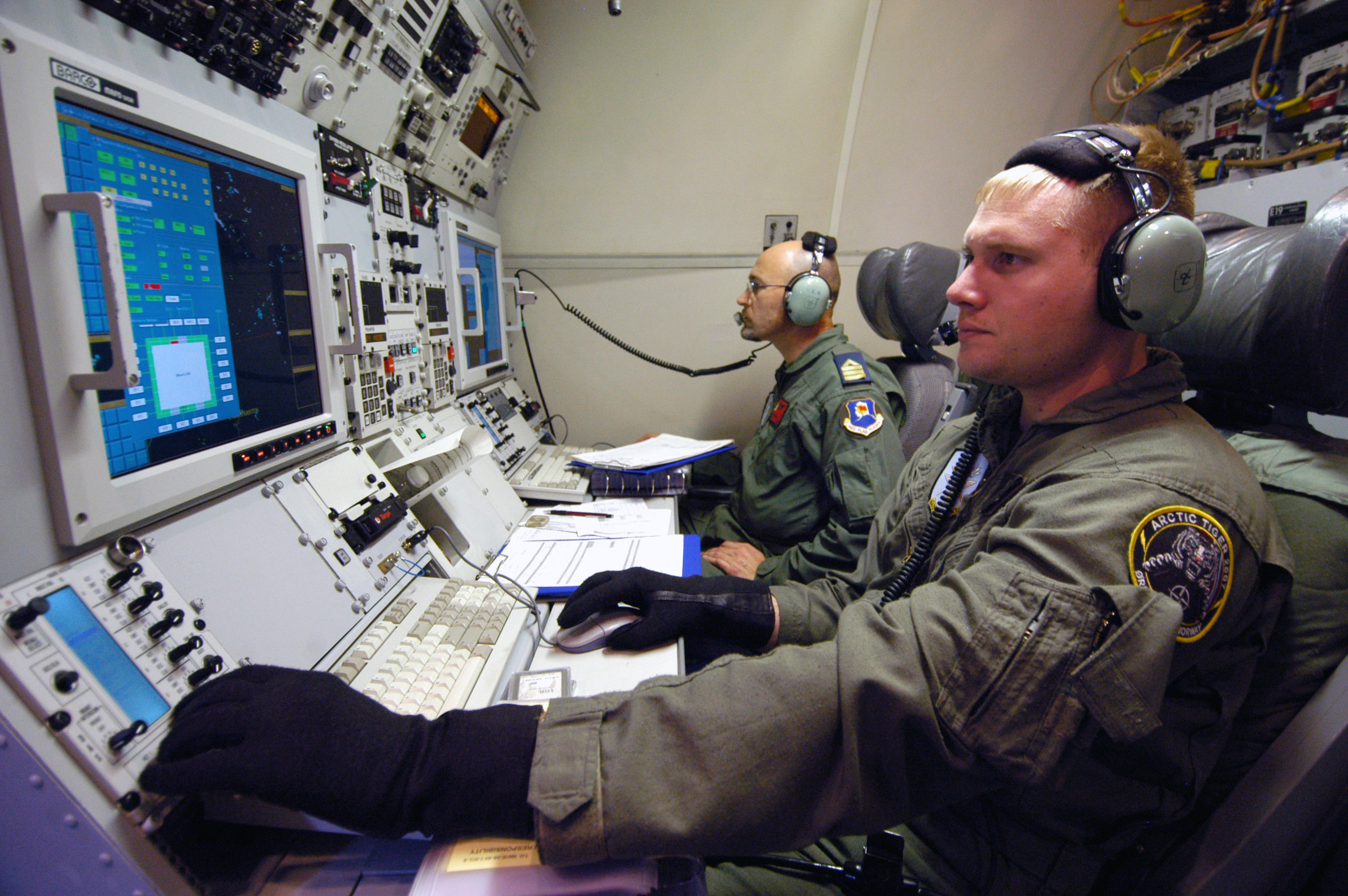
E-3 ブロック30/35のコンソール

1987年から開発がはじめられたE-3Cに対する改修計画。機首、前部胴体側面、尾部にAN/AYR-2 ESM用アンテナを追加し、IFFをAPX-103B、JTIDSデータリンクターミナルをクラス2Hに換装、GPS統合航法装置の追加、コンピュータの処理能力向上とメモリ増加、ディスプレイの近代化を行う。クラス2H JTIDS端末の搭載により、レイテンシは8倍に向上した。最初の改修機は1995年10月に完成した。同様にNATOのE-3に対して行った改修では簡素化されており、「RSIPマイナス」と呼ばれる。

### RSIP
1997年末から、E-3Cに対して行われた改修。RSIPはレーダーシステム改善計画の略。古いTransistor-transistor logic（TTL）及びエミッタ結合論理（MECL）電子部品を取り替え、ソフトウェア言語としてAdaを利用した既成のデジタルコンピュータに換装した。これにより、レーダー反射断面積（RCS）が小さな巡航ミサイルなどの目標をより正確に探知できるようになった。解析時間短縮のためパルス圧縮波形を使用し、ECCM能力も強化されている。整備性や将来発展性の改善、表示装置の改良なども実施されている。

### WLSP
2005年8月に契約が締結されたE-3Dに対する改修。WLSPは全運用期間支援計画の略。IFFモードSに対応させ、事故データ記録システム（ADRS）の交換などを実施した。

### ブロック40/45
2005年から開発されている改良型。「E-3 AWACS 35年の歴史で最も重要なアップグレード」と呼ばれる。C2/WAS/BM（指揮管制/広域監視/戦場管理）能力を強化する。具体的にはDAMA-SATCOMを導入してネットワーク中心の戦いへの適合を行うほか、GATMを導入し、航法精度を上げ航空交通管制（ATC）の要件を満たす。また、レーダーの立ち上がりが遅い(離陸後一時間立たないと捜索を開始できない)原因の一つであったコンピューターを近代的なものに換装し、情報を自動的に統合する機能を追加した。これに伴い、ディスプレイも直感的に状況を認識できる表示モードを持つタイプに換装されている。しかし、調達ユニットコストが計画より22.5%増加したため、ナン・マッカーディー制度を回避するために改修対象を31機から24機に減らしている。2014年7月28日に初期作戦能力（IOC）を獲得し、2015年11月に南西アジアに初展開した。サウジアラビアのE-3Aも同仕様に改修される。

### IFF近代化
2012年10月29日、アメリカ空軍はTelephonicsとIFF換装の契約を6,000万ドルで結んだ。この換装により搭載するAN/UPX-40は従来搭載していたAN/APX-103Cより遠距離から微弱な信号を感知でき、グランドクラッター除去能力により低空飛行目標の識別も容易である。またモード5の機能強化も盛り込まれている。最初の改修機は2015年7月39日に初飛行した。これはブロック40/46改修の一環として実施された。

### E-3F MLU
2010年2月3日に契約が締結されたE-3Fに対する改修。ブロック40/45相当の改良となるが、この改修ではそれに加えIFFモードSとモード5への対応改修が含まれる。

### DRAGON
DRAGONは製造ソース低減汎地球作戦航法アビオニクス換装（Diminishing Manufacturing Sources Replacement of Avionics for Global Operation and Navigation）の略。NATOとアメリカ空軍が共同で実施している。搭載されたアビオニクスの交換部品の入手が困難となったのに加えて、ICAOの2018年までに満たす必要がある新しい飛行命令に準拠する必要があったためである。改修では生産が終了した1970年代のアビオニクスから最新のデジタルアビオニクスシステムに更新する。具体的な内容としては、通信航法機器を強化し、コックピットはグラスコックピット化し、エンジン、ナビゲーション、レーダーデータをカスタマイズして正確に表現する5つのマルチカラーグラフィックディスプレイとすることでフライトクルーを4名から3名に減らす。そのほか、ウインドシアを予測することができる気象レーダー、地上接近警報システムの強化、デジタル衛星通信システム、飛行管理システムの搭載、警告、注意および勧告をエンジン機器および乗組員警告システムを介して送信するシステム、パイロットと副操縦士がユーザーフレンドリーでカスタマイズ可能なエンジン、フルデジタルフライトデッキオーディオ音声配信システムの追加を実施する。またIFFモード5機能を追加することも可能。
2014年8月にボーイングはNATOのE-3をアップグレードする2億5000万ドルの契約を授与され、2015年3月にNATO 向け改修初号機が初飛行した。2016年8月にボーイングは量産改修を開始、最初の1機が12月13日に納入された。改修初号機は米シアトルのボーイングの施設で、13機は独南部バイエルン州マンヒングで改修された。2018年12月18日NATOは14機の改修を完了したと発表。。
2016年5月にはアメリカ空軍のE-3Gが同様の改修を受けて初飛行し、1月9日にティンカー空軍基地に到着した。残りの23機は今後8年間で納入される予定。

### 提案
そのほか、以下の計画が提案されている。

#### エンジン換装
アメリカ空軍とNATOのE-3はTF33を使用している。TF33は、性能が不十分で騒音が大きいことからより高性能エンジンに換装することが検討されている。候補のエンジンとしては、既に他のE-3運用国機体が搭載しているCFM56エンジンのほかJT8D-219が候補として挙がっている。JT8Dは、CFM56と比べ換装する際のコストが半分とされる。

#### バイスタティックUAV
RQ-3 ダークスターやRQ-4 グローバルホークにバイスタティック受信機を装備し、E-3と組み合わせることで低RCS目標の探知を実現するもの。

## 型式
EC-137D
開発段階における試作機。2機製造(S/N 71-01407, 71-01408)。試験後、2機はE-3A仕様に改装。
E-3A
初期量産型。量産24機及び原型2機の改修含め通算26号機まで。コアE-3Aとも呼ばれる。TF-33エンジン搭載、うち25機はブロック10であり、CC-1コンピュターとAN/APY-1レーダー装備。1機はブロック15であり、スタンダードE-3A同等のCC-2コンピュターとAN/APY-2レーダー装備。ブロック10の1機は後にJE-3Cに改装。状況表示コンソールは9台搭載。
E-3B
ブロック20改修計画に基づくE-3Aの改良型。洋上監視能力の追加・向上、中央コンピュータをCC-2に変更し、処理能力を向上させ、状況表示コンソールを5台追加し14台搭載。UHF無線機は12基、HF無線機は3基に増やされている。E-3Aのうち24機を改装。
スタンダードE-3A
レーダーシステムをAN/APY-2に変更、中央コンピュータの処理能力向上等。自己防御装置（チャフ・ディスペンサー）装備。通算26号機から34号機までのアメリカ空軍の9機は後にE-3Cに改修。NATOの18機は、この仕様で製造、TF-33エンジン装備。サウジアラビア空軍向け5機は、CFM56エンジン装備。
E-3C
ブロック25改修計画に基づくスタンダードE-3Aの改良型。状況表示コンソール5台追加し19台搭載。スタンダードE-3A9機及びコアE-3A(JE-3C)1機の計10機が改装。
E-3D
イギリス空軍向け。CFM56エンジン装備。E-3Cと同仕様だがプローブアンドドローグ式の給油プローブを機首に追加装備しているほか、翼端にローラル1017イエローゲートESMポッドを装備している点が異なる。7機製造。イギリス軍での呼称はセントリー AEW.1。イエローゲートシステムについてはAN/AYR-2 ESMと比較して性能が劣るとして代替が検討されていたが、行われなかった。
E-3F
フランス空軍向け。CFM56エンジン装備。E-3Cと同仕様だがイギリス空軍機と同様にプローブアンドドローグ式の給油プローブを機首に追加装備している点が異なる。4機製造。
E-3G
ブロック40/45の制式化名称。
JE-3C
E-3Aから改装、実験・開発用に使用。後にE-3Cに再改装。(S/N 73-01674)。
KE-3A
E-3（CFM56エンジン装備）と同じ母機を輸送/空中給油機型に改造したサウジアラビア空軍向けの機体。大型レーダーは搭載していない。8機製造。

## 後継機
後継機として2003年からE-10が開発されていたが、国防予算縮小のあおりを受けて2007年に中止された。ブロック40/45やDRAGONなどの改修によりE-3の機体寿命は2024年まで延長され、最大で2035年まで持たせられるとされる。アメリカ空軍は2023年にE-3をE-7早期警戒機で置き換えると発表した。NATOでは、2014年に後継機についての決定を行う予定であったが、報道はない。イギリスではE-3が退役し、E-3の後継としてE-7Aが調達された。

## 運用国
アメリカ合衆国：34機

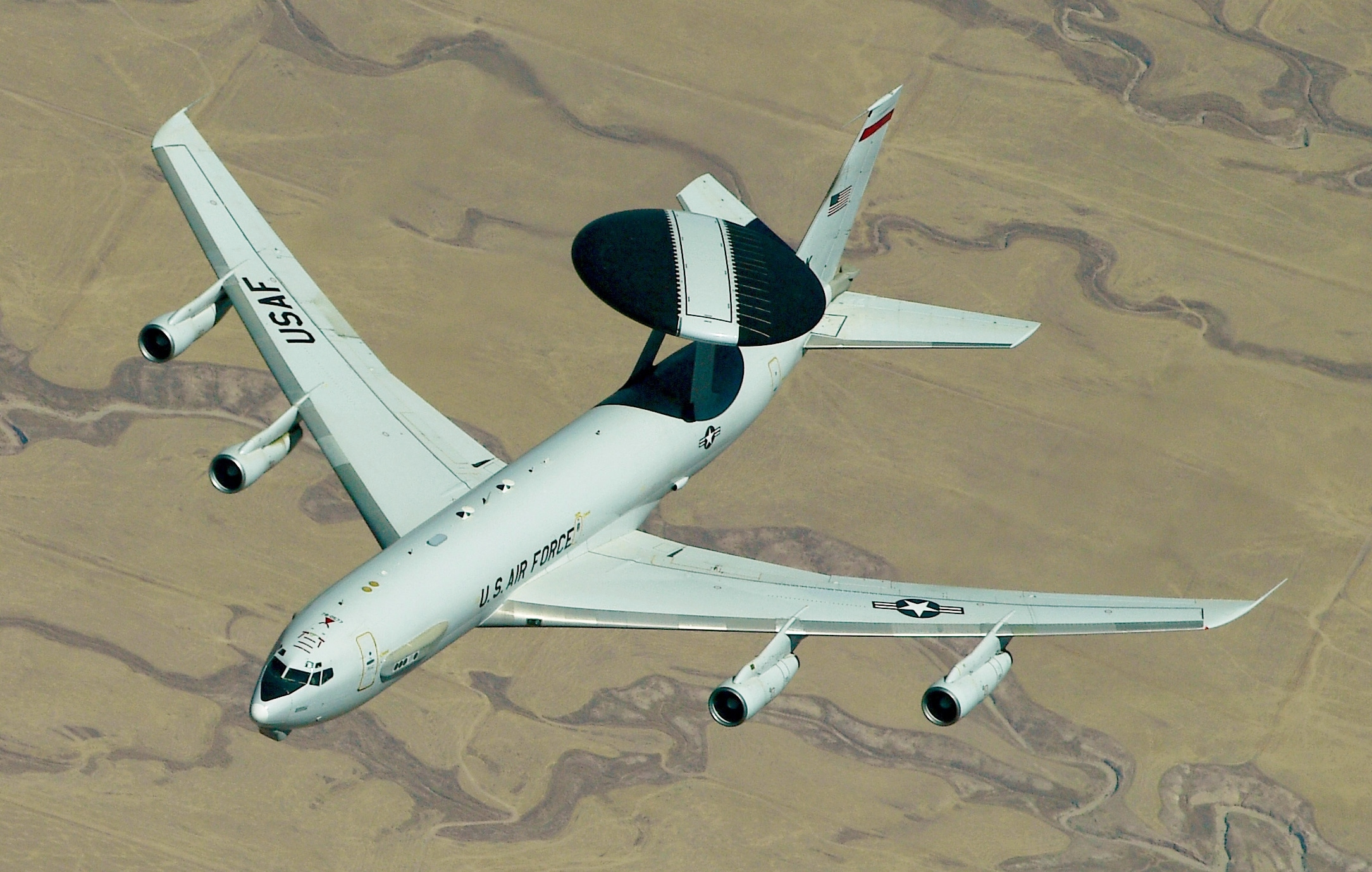
アメリカ空軍のE-3

- 現在作戦行動可能な機体は31機。他に1機がテスト用に用いられている。1995年9月22日にアラスカでE-3C(S/N 77-0354)が1機墜落、部隊から除籍。2009年8月23日にもE-3C(S/N83-00008)が事故により喪失。将来的に運用数は24機となる見込みで、残りの機体は部品取りとなる[17]。
- 2021年6月30日、アメリカ国防総省はイギリスからE-3Dを1機、購入すると発表した。アメリカ海軍が運用するE-6B通信中継・空中指揮機の訓練機として使用される[47]。
- 調達価格：7,050万USドル（1機あたり）1ドル＝130円換算で91億6,500万円。

 イギリス：7機
- 1987年より導入開始、1992年5月12日にイギリス空軍に最終機が納入され、E-3の生産は終了した。2012年4月にメンテナンス中に発見された技術的な問題により地上待機となり[48]、2016年11月には配線の問題により発火の問題があるとされた。広報担当者はE-3Dに関する定期的な技術検査の結果、いくつかの電気配線およびキャビンコンディショニングシステムの完全性に関する問題が特定されたと述べた[49]。2017年1月12日国防省はIHSジェーンズに対し、航空機が運用状態に戻るとした[50]。最後まで残った2機は2021年に運用終了し、2020年12月に機体とスペア部品の入札公募が行われた。後継にE-7ウェッジテイルが導入されている[51]。

- 調達価格：1億2,000万USドル（1機あたり）1ドル＝130円換算で156億円。

 フランス：4機
- 調達価格：2億6,800万USドル（1機あたり）1ドル＝130円換算で348億4,000円。2025年6月、フランス装備総局は旧式化したE-3Fの後継にSAAB社のグローバルアイを選定したと公表した[53]。

 サウジアラビア
- スタンダードE-3A：5機
  - 調達価格は不明。5機で総額58億USドルとされているが、諸経費も大幅に含まれているため厳密な価格は不明となっている。CFM56-2A-2エンジン装備。2017年5月23日にRSIPアップグレードを完了した[54]。
- KE-3A：8機（後に2機がELINT（電子情報収集）用に改修されたと見られる。）
  - 調達価格：不明。6機で総額24億USドルとされているが、諸経費も大幅に含まれているため厳密な価格は不明となっている。

 NATO：18機

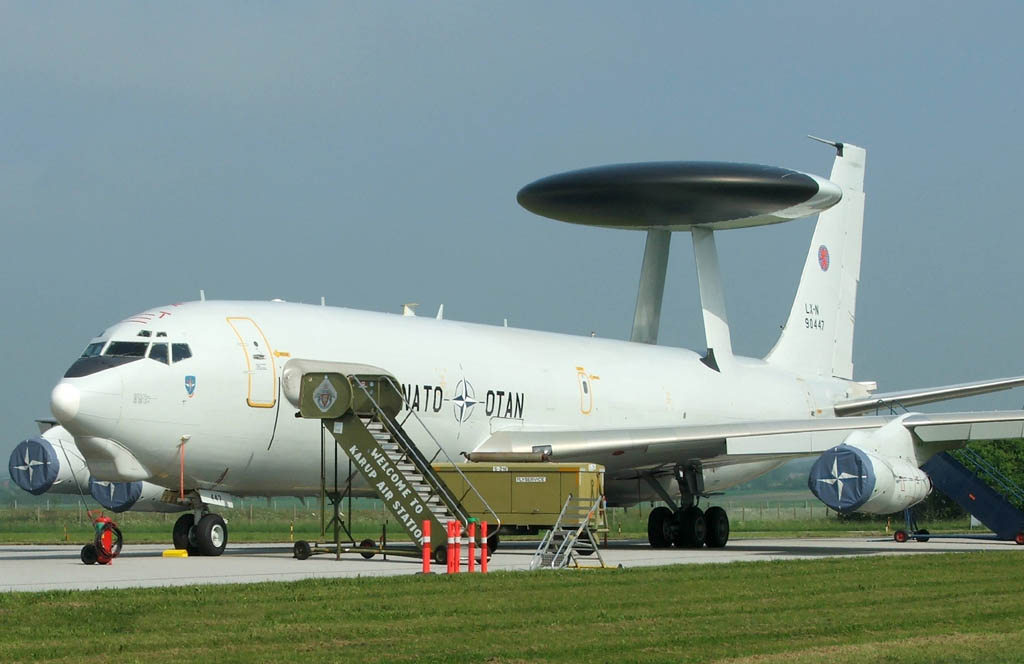
NATO空中早期警戒管制部隊のE-3

- 17機のE-3A早期警戒管制機が全てルクセンブルク籍として登録されている。配備されているのはガイレンキルヒェン航空基地。1980年に導入に向けての作業としてNATO空中早期警戒管制部隊(NATO Airborne Early Warning & Control Force ,NAEW&CF)が編成され、1982年より機体の運用を開始している。完全な作戦能力獲得は1988年である[55]。
- 1996年7月14日にギリシャで離陸中止後に1機破損。
- 調達価格：8,166万USドル（1機あたり。目安である）1ドル＝130円換算で106億1,580万円。

 チリ：3機
- イギリスから3機を購入。

## 事故
E-3の全損事故は3件発生している。

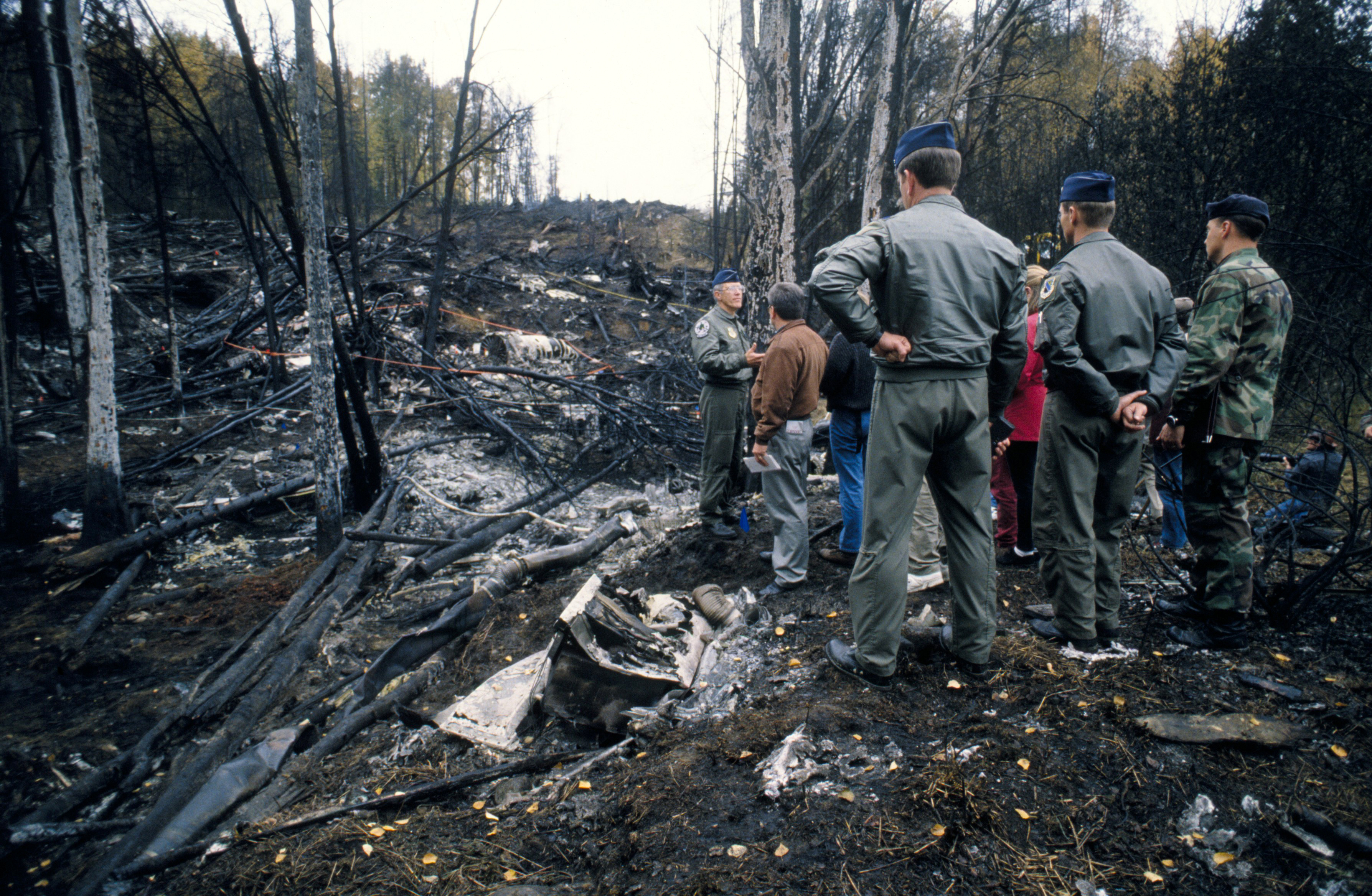
1995年の事故の墜落現場

- 1995年9月22日にアメリカ空軍のE-3B（コールサインYukla 27 S/N 77-0354）がアラスカ州・エルメンドルフ空軍基地を離陸後、間もなく墜落している。離陸中にエンジンへバードストライクを受けたことが原因とされ、基地の北東約3kmに墜落した。乗員24名が死亡している[56][57]。

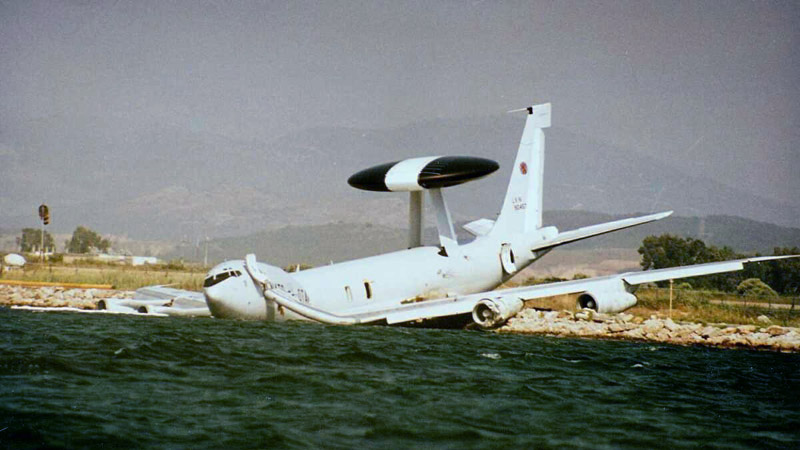
1996年のオーバーラン事故

- 1996年7月14日に、NATOのE-3A（機体番号LX-N90457）が、ギリシャのプレベザ空軍基地（アクシオン国際空港）にて離陸滑走中に滑走路をオーバーランし、海浜に突入した。16名の乗員に死者は生じていない[58]。バードストライクが疑われたが、その証拠は見つからなかった[59][60]。

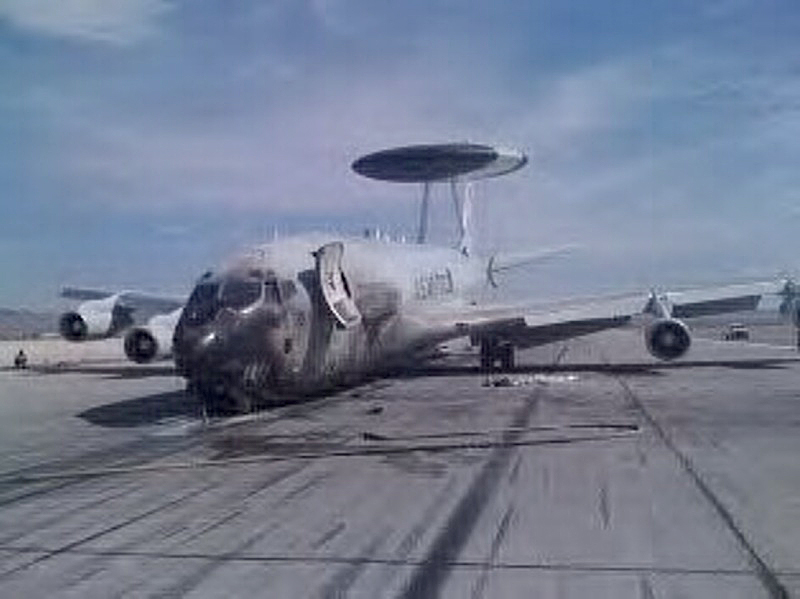
ネリス空軍基地における火災事故

- 2009年8月28日に、アメリカ空軍のE-3C（S/N 83-0008）がネバダ州・ネリス空軍基地に着陸滑走中に火災が発生、機体が失われた[61]。乗員32名は無事であり[62]、事故原因はパイロットエラーとされている[63]。

## 仕様
出典: 月刊エアワールド1998年4月号別冊『空中警戒管制機 AWACS/E-767&E-3』

### 諸元
- 乗員：
  - E-3A： 操縦士4名、機器操作員13名
  - E-3B/C： 操縦士4名、機器操作員17名
- 全長： 46.62 m （152 ft 11 in）
- 全高： 12.73 m （41 ft 9 in）
- 翼幅： 44.42 m （145 ft 9 in）
- 翼面積： 268.7 m2 （2,892 ft2）
- 水平尾翼幅： 13.92 m （45 ft 8 in）
- ロートドーム直径： 9.14 m （30 ft）
- ロートドーム厚： 1.83 m （6 ft）
- 機首-ロートドーム中心間隔： 30.20 m （99 ft 1 in）
- 胴体上面-ロートドーム中心間隔： 4.27 m （14 ft）
- 胴体上面-ロートドーム下面間隔： 3.35 m （11 ft）
- 空虚重量： 73,480 kg （162,000 lb）
- 運用時重量： 147,400 kg （325,000 lb）
- 最大離陸重量： 156,000 kg （347,000 lb）
- 動力：
  - アメリカ空軍 / NATO
    - P&W TF33-PW-100A ターボファン, 93.4 kN （21,000 lbf） × 4

  - フランス空軍 / サウジアラビア空軍 / チリ空軍
    - CFMI CFM56-2A-2/3 ターボファン, 106.8 kN （24,000 lbf） × 4
- 燃料容量： 22,936 U.S.gal （84,769 L）

### 性能
- 最大速度： 940 km/h （506 knots）
- 巡航速度： 855 km/h （461 knots）
- 航続距離： 9,250 km （5,000 nm）
- 実用上昇限度： 9,300 m （29,000 ft）
- 連続警戒対空時間： 8～12時間
- 離陸距離： 2,420 m （7,940 ft）
- 離陸滑走距離： 1,945 m （6,380 ft）
- 着陸距離： 1,280 m （4,200 ft）
- 着陸滑走距離： 670 m （2,200 ft）

### 武装
- 搭載不可
- チャフ・ディスペンサー 4基（エンジンパイロン部に各1基。スタンダードE-3A、E-3C）

## 登場作品

### 映画
『AVP2 エイリアンズVS.プレデター』
物語終盤、コロラド州の町中に増殖したエイリアンを撃滅するため出撃したF-22と、デルタフォースを乗せたUH-60の飛行を監視する。
『アウトブレイク』
主人公を乗せたOH-6の捜索を行なった。
『インデペンデンス・デイ』
ロサンゼルス沖に現れた未確認物体の調査に向かったが、物体の大気圏突入時の炎に巻き込まれて墜落。
『トランスフォーマー』
ディセプティコンのメンバーであるスコルポノックを攻撃するA-10やAC-130の指揮管制を行った。
『トランスフォーマー・リベンジ』
ディセプティコンへの爆撃を担当するF-16とB-1Bの指揮管制を行った。

### 特撮作品
『太陽戦隊サンバルカン』
北極調査に向かった原子力潜水艦の捜索に向かったが、原潜同様「鉄の爪」の攻撃で撃墜された。

### 小説
『征途』
湾岸戦争に参加した合衆国空軍所属のB型が登場。イラク軍機に対する上空警戒を行っていたが、イラクに派遣されている日本人民空軍の軍事顧問団が、B型の「一定速度以下で飛行する目標は機載コンピュータによりノイズとして処理される」という機能の意表を突き、MIG29J戦闘機などからなる攻撃隊を超低速飛行で接近させることで探知を避けたことで、奇襲を許してしまう。

### ゲーム
『エースコンバット アサルト・ホライゾン』
アメリカ空軍所属のコールサイン「マジック」が登場。機体そのものは劇中には登場しないが、エンディングにE-3のシルエットが映っている。
『大戦略』シリーズ
アメリカの生産タイプで早期警戒管制機として登場。シナリオによっては現代大戦略シリーズでも登場する。作中では空中索敵能力にE-767との違いはなく、E-3にも派生型の区別はない。
『戦闘国家』シリーズ
シリーズを通して生産国アメリカや西側(米・英・欧州・大陸等)で生産可能な早期警戒管制機として登場。航空と海上エリアの広大な視界を持つが、地上エリアの探知能力は他の通常の航空ユニットと同程度である。